# (74378) 1998 XH11
1998 أكس إتش 11 (ويعرف أيضًا باسم (74378) 1998 أكس إتش 11 وفق تسمية الكوكب الصغير) (بالإنجليزية: 1998 XH11)‏ هو كويكب ضمن حزام الكويكبات؛ وترتيبه 74378 من حيث الاكتشاف.
اكتُشف هذا الجُرم الفلكي بواسطة Pierre Antonini ‏ في 8 ديسمبر 1998.

## وصلات خارجية
- (74378) 1998 XH11 في قاعدة بيانات مختبر الدفع النفاث لأجرام النظام الشمسي الصغيرة

- الاكتشاف · مخطط المدار ·  العناصر المدارية · المعلمات المادية

- (74378) 1998 XH11 على موقع ويكي سكاي: DSS2, SDSS, GALEX, IRAS, Hydrogen α, X-Ray, Astrophoto, Sky Map, Articles and images